# Parsonsia laxiflora
Parsonsia laxiflora är en oleanderväxtart som beskrevs av André Guillaumin. Parsonsia laxiflora ingår i släktet Parsonsia och familjen oleanderväxter. Inga underarter finns listade i Catalogue of Life.